# Ahshislepelta
Ahshislepelta ("štít z lokality Ah-shi-sle-pah Wash") byl rod obrněného ankylosauridního býložravého dinosaura. Žil před asi 76 až 72 miliony let (svrchní křída, věk kampán). Jeho fosilie byly objeveny v americkém státě Nové Mexiko (údolí San Juan, geologické souvrství Kirtland).

## Objev
Holotyp nese označení SMP VP-1930 a jedná se o částečně dochovanou postkraniální kostru dospělého jedince. Je známý jen z objevu lopatkového pletence, části kostry levé přední končetiny, obratlů a osteodermů. Fosilie byla objevena v roce 2005 a z lokality vytěžena v letech 2005-2009. Paleontologové Michael E. Burns a Robert M. Sullivan v roce 2011 popsali typový druh Ahshislepelta minor. Tento ankylosaurid dosahoval poměrně malých rozměrů, jak napovídá i pažní kost o délce 31 cm. Stejně jako jeho příbuzní byl obrněným, zavalitým čtvernožcem, živícím se rostlinnou potravou.